# Humanitarna zaklada za djecu Hrvatske
Humanitarna zaklada za djecu Hrvatske osnovana je u prosincu 1991. godine kao nevladina, neprofitna, humanitarna organizacija, s ciljem pružanja pomoći djeci sudionika Domovinskog rata i djeci siromašnih višečlanih obitelji. Osnivač zaklade bila je gospođa Ankica Tuđman, supruga predsjednika Franje Tuđmana.
U razdoblju od 1991. – 2015. putem Zaklade sponzorirano je 14.835 djece, a pomoć je pružalo 1.362 sponzora. U tom periodu djeci je isplaćeno blizu 190 milijuna kuna (188.886.540,00), odnosno prosječno svakog mjeseca 715.480,00 kuna. Zaklada nije primala pomoć iz državnog proračuna.

## Poveznice
- Zaklada

## Vanjske poveznice
- službene stranice